# Pałac w Dzimierzu
Pałac w Dzimierzu – zabytkowy pałac w miejscowości Dzimierz.

## Historia
Pałac wybudowany w XIX w. zwany również dworem powstał najprawdopodobniej pod koniec XIX w. lub na przełomie XIX i XX w. według projektu nieznanego architekta. Od czasu powstania budynek nie uległ większym przekształceniom. W okresie powojennym zmianie uległ historyczny układ wewnętrzny, wnętrze podzielono na mniejsze pomieszczenia. Miało to służyć adaptacji budynku na biura PGR. W ostatnich latach obecny właściciel powrócił do historycznego układu wnętrz.
Obiekt jest częścią zespołu pałacowego, w skład którego wchodzi jeszcze park.